# Arthraxon antsirabensis
Arthraxon antsirabensis är en gräsart som beskrevs av Aimée Antoinette Camus. Arthraxon antsirabensis ingår i släktet Arthraxon och familjen gräs.
Artens utbredningsområde är Madagaskar. Inga underarter finns listade i Catalogue of Life.